# Eich (Rheinhessen)
Eich település Németországban, Rajna-vidék-Pfalz tartományban. Lakosainak száma 3768 fő (2023. december 31.).

## Népesség
A település népességének változása:
| Lakosok száma | 2436 | 3379 | 3608 | 3649 | 3700 | 3749 | 3768 |
|               | 1975 | 2014 | 2017 | 2019 | 2021 | 2022 | 2023 |